# Tom Liebscher
Tom Liebscher-Lucz né le 3 août 1993 à Dresde, est un kayakiste allemand spécialiste de la course en ligne.
Il est champion du monde du K1-1500m en 2015 à Milan et fait partie l'année suivante de l'équipage championne olympique dans l'épreuve K4 1000 mètres aux Jeux olympiques d'été de 2016 à Rio de Janeiro. Il fait également partie de l'équipage championne olympique dans l'épreuve K4 500 mètres aux Jeux olympiques d'été de 2024 à Paris.